# フジテレビ系列スポーツニュース枠
フジテレビ系列スポーツニュース枠（フジテレビけいれつスポーツニュースわく）は、フジテレビをはじめとするFNN系列にて毎日深夜に放送されているスポーツニュース番組の一覧のことである。

## 各番組の歴史
かつては系列にサンケイアトムズを保有していたフジテレビは、1961年よりプロ野球シーズンにダイジェスト番組『きょうのプロ野球から→プロ野球ニュース』を編成した。1965年9月まで放送され、これが現在も続く『プロ野球ニュース』シリーズの原型となる。
1976年4月改編で『スポーツワイドショー プロ野球ニュース』（第2期時代）として大型スポーツニュース番組が開始される。全試合まんべんなく解説付きで放送するという画期的な番組構成がヒットし、後にスポーツニュース番組の大型化競争へと発展する。他局では『ニュースステーション』（テレビ朝日）のように報道番組内にスポーツニュースを扱うケースも出る中、フジテレビはスポーツニュースに特化した編成にこだわり続けた。そのため最終版ニュース枠は特集企画を持たないコンパクトな編成が続くことになる。
1993年のJリーグ開幕を端に発するプロスポーツの多様化や、『筑紫哲也 NEWS23』（TBS）など硬派報道路線をとる他局番組の台頭により、1994年4月改編では『プロ野球ニュース』を廃止し報道番組内のスポーツコーナーに改編することも検討された。この構想は最終的に見送られ、『ニュースJAPAN』に内包される形で番組は残ることとなる。
その後『プロ野球ニュース』の看板が取材において邪魔になる事例も増えたことから、第2期時代は25年の歴史に幕を降ろし、2001年4月改編で番組名を『感動ファクトリー すぽると!』に一新した。一方、『プロ野球ニュース』のタイトルはCS放送『フジテレビ739』（現在のフジテレビONE）において野球専門番組として存続を図っており、現在も放送されている。
そして2016年4月改編で『すぽると!』は15年の歴史に幕を降ろしニュース枠であった『あしたのニュース』と枠吸収・統合した『ユアタイム』に一新される。さらに週末版も同じくニュース枠を吸収・統合した『スポーツLIFE HERO'S』に一新した。
2018年4月改編で平日は『プライムニュース』ブランドの『FNNプライムニュース α』に一新する。さらに、週末版も『S-PARK』に一新される。
2019年4月改編で平日は『Live News』ブランドの『FNN Live News α』に一新された。
2024年4月の改編で週末のスポーツ番組として『すぽると!』を復活させた。また、平日深夜に放送している『Live news α』内のスポーツコーナーとして「αすぽると！」と題したコーナーも設けられた。

## 主な番組
【　】は番組内のワンコーナーとして放送。

### 平日
- きょうのプロ野球から→プロ野球ニュース（第1期）（1961年4月1日 - 1965年9月のプロ野球シーズン中のみ）
- プロ野球ニュース（第2期）
  - スポーツワイドショー プロ野球ニュース（1976年4月 - 1987年3月31日）
  - FNNニュース工場【スポーツワイド プロ野球ニュース】（1987年4月1日 - 1987年9月30日）
  - FNN DATE LINE【スポーツワイド プロ野球ニュース】（1987年10月1日 - 1988年3月31日）
  - ニュース最終版（第2期）【スポーツワイド プロ野球ニュース】（1988年4月1日 - 1990年3月30日）
  - スポーツワイド プロ野球ニュース（1990年4月2日 - 1994年3月31日）
  - ニュースJAPAN【プロ野球ニュース】（1994年4月1日 - 2000年3月31日）
  - ニュースJAPAN【プロ野球ニュース2000】（2000年4月3日 - 2000年12月）
  - ニュースJAPAN【プロ野球ニュース】（2001年1月 - 2001年3月30日）
- ニュースJAPAN【感動ファクトリー・すぽると!】（2001年4月2日 - 2005年4月1日） - 2003年3月までは番組内に内包。以降はコンプレックス枠を形成。
- ニュースJAPAN【すぽると!】（2005年4月4日 - 2015年3月27日）
- あしたのニュース【すぽると!】（2015年3月30日 - 2016年4月2日）
- ユアタイム（2016年4月4日 - 2017年9月29日）※最終版ニュースとスポーツニュースを統合。
- THE NEWSα（2017年10月2日 - 2018年3月31日）※この番組から金曜版は土曜になってからの放送に移行。
- FNNプライムニュース α（2018年4月2日 - 2019年3月30日）
- FNN Live News α（2019年4月2日 - ）

### 週末
1994年3月までは平日と同じ。
土曜
- スポーツWAVE（1994年4月2日 - 1995年3月25日） - 『プロ野球ニュース』『ニュースJAPAN』を内包。
- プロ野球ニュース（第2期）
  - プロ野球ニュース（1995年4月1日 - 2000年3月25日）
  - プロ野球ニュース2000（2000年4月1日 - 2000年12月）
  - プロ野球ニュース（2001年1月 - 2001年3月31日）
- 感動ファクトリー・すぽると!（2001年4月7日 - 2003年3月29日）
- 感動ファクトリー・すぽると!&ニュース（2003年4月5日 - 2004年9月25日）
- ニュース&すぽると!【感動ファクトリー・すぽると! WEEKEND SPECIAL】（2004年10月2日 - 2005年3月26日）
- ニュース&すぽると!【すぽると! WEEKEND SPECIAL】（2005年4月2日 - 2009年3月28日）
- ニュース&すぽると!【すぽると! SATURDAY SPECIAL】（2009年4月4日 - 2016年3月26日）
- スポーツLIFE HERO'S（2016年4月2日 - 2018年4月1日）
- S-PARK（2018年4月8日 - 2024年3月31日）
- すぽると!(2024年4月7日 - )

日曜
- スポーツWAVE（1994年4月3日 - 1995年3月26日） - 『プロ野球ニュース』『ニュースJAPAN』を内包。
- プロ野球ニュース（第2期）（1995年4月2日 - 1997年3月30日）
- Grade-A（1997年4月6日 - 9月28日）
- プロ野球ニュース（第2期）
  - プロ野球ニュース（1997年10月5日 - 2000年3月26日）
  - プロ野球ニュース2000（2000年4月2日 - 2000年12月）
  - プロ野球ニュース（2001年1月 - 2001年3月25日）
- EZ!TV【EZ!すぽると!】（2001年4月1日 - 2003年3月30日）
- PERFECT SPORT（2003年4月6日 - 2007年4月8日） - スポーツ中継とのコンプレックス枠。
- すぽると!（2007年4月15日 - 2016年3月27日）
- スポーツLIFE HERO'S（2016年4月3日 - 2018年3月25日）
- S-PARK（2018年4月1日 - 2024年3月24日）
- すぽると!(2024年3月31日 - )

単独枠
- サントリー スポーツ天国（日曜夕方、1983年4月3日 - 1985年9月29日）
- スポーツ特Q（日曜夕方、1985年10月6日 - 1986年9月28日）

### 番組の移り変わり
内包されている番組は省略。
| 期間          | 期間          | 平日版                                                                                  | 土曜版                                                                                  | 日曜版                                                                                  |
| ------------- | ------------- | --------------------------------------------------------------------------------------- | --------------------------------------------------------------------------------------- | --------------------------------------------------------------------------------------- |
| 1961.4        | 1965.9        | きょうのプロ野球から（シーズン中のみ） （1961年シーズンの月曜日は「プロ野球週刊展望」） | きょうのプロ野球から（シーズン中のみ） （1961年シーズンの月曜日は「プロ野球週刊展望」） | きょうのプロ野球から（シーズン中のみ） （1961年シーズンの月曜日は「プロ野球週刊展望」） |
| 1965.10       | 1976.3        | （放送なし）                                                                            | （放送なし）                                                                            | （放送なし）                                                                            |
| 1976.4        | 1987.3        | スポーツワイドショー プロ野球ニュース                                                   | スポーツワイドショー プロ野球ニュース                                                   | スポーツワイドショー プロ野球ニュース                                                   |
| 1987.4        | 1994.3        | スポーツワイド プロ野球ニュース                                                         | スポーツワイド プロ野球ニュース                                                         | スポーツワイド プロ野球ニュース                                                         |
| 1994.4        | 1995.3        | プロ野球ニュース                                                                        | スポーツWAVE                                                                            | スポーツWAVE                                                                            |
| 1995.4        | 1997.3        | プロ野球ニュース                                                                        | プロ野球ニュース                                                                        | プロ野球ニュース                                                                        |
| 1997.4        | 1997.9        | プロ野球ニュース                                                                        | プロ野球ニュース                                                                        | Grade-A                                                                                 |
| 1997.10       | 2000.3        | プロ野球ニュース                                                                        | プロ野球ニュース                                                                        | プロ野球ニュース                                                                        |
| 2000.4        | 2000.12       | プロ野球ニュース2000                                                                    | プロ野球ニュース2000                                                                    | プロ野球ニュース2000                                                                    |
| 2001.1        | 2001.3        | プロ野球ニュース                                                                        | プロ野球ニュース                                                                        | プロ野球ニュース                                                                        |
| 2001.4.1      | 2003.3.30     | 感動ファクトリー・すぽると!                                                             | 感動ファクトリー・すぽると!                                                             | EZ!すぽると!                                                                            |
| 2003.3.31     | 2004.9.26     | 感動ファクトリー・すぽると!                                                             | 感動ファクトリー・すぽると!&ニュース                                                    | PERFECT SPORT                                                                           |
| 2004.9.27     | 2005.4.1      | 感動ファクトリー・すぽると!                                                             | ニュース&すぽると!                                                                      | PERFECT SPORT                                                                           |
| 2005.4.2      | 2007.4.8      | すぽると!                                                                               | ニュース&すぽると!                                                                      | PERFECT SPORT                                                                           |
| 2007.4.9      | 2016.4.2      | すぽると!                                                                               | ニュース&すぽると!                                                                      | すぽると!                                                                               |
| 2016.4.3      | 2017.10.1     | ユアタイム                                                                              | スポーツLIFE HERO'S                                                                     | スポーツLIFE HERO'S                                                                     |
| 2017.10.2     | 2018.4.1未明  | THE NEWSα                                                                               | スポーツLIFE HERO'S                                                                     | スポーツLIFE HERO'S                                                                     |
| 2018.4.1深夜  | 2019.3.31     | FNNプライムニュース α                                                                   | S-PARK                                                                                  | S-PARK                                                                                  |
| 2019.4.2      | 2024.3.31未明 | FNN Live News α                                                                         | S-PARK                                                                                  | S-PARK                                                                                  |
| 2024.3.31深夜 | 現在          | FNN Live News α                                                                         | すぽると!                                                                               | すぽると!                                                                               |